# Aleksej Eliseevič Kručënych
Aleksej Eliseevič Kručënych in russo Алексей Елисеевич Кручёных? (Olekva, 21 febbraio 1886 – Mosca, 17 giugno 1968) è stato un poeta e scrittore russo.

## Biografia
Poeta dell'epoca d'argento della poesia russa, fu probabilmente il più radicale poeta del futurismo russo, un movimento al quale aderirono Vladimir Vladimirovič Majakovskij, David Burljuk ed altri. Assieme a Velimir Chlebnikov è considerato l'inventore dello zaum. Fu l'autore del libretto dell'opera futurista Vittoria sul Sole musicata da Michail Vasil'evič Matjušin, la cui prima rappresentazione avvenne nel 1913 a San Pietroburgo con la scenografia di Kazimir Severinovič Malevič. Kručënych sposò Ol'ga Rozanova, un'artista dell'avanguardia, nel 1912.
É noto anche per Dichiarazione della parola come tale (1913): "La parola consumata e violata" giglio "è priva di ogni espressione. Perciò chiamo il giglio éuy e la purezza originale viene ripristinata".
Il gruppo musicale punk russo, Graždanskaja oborona, ha inserito, in suo concept album del 1990 Instrukcija po vyživaniju,  la canzone stile reggae dal titolo "Posveštenie A. Kručënych" (Omaggio a Kručënych).